# Héctor Viel Temperley
Héctor Viel Temperley (Buenos Aires, 21 de mayo de 1933-ibidem, 26 de junio de1987) conocido por sus allegados como Etomín, fue un poeta argentino. Ha sido considerado como un caso excepcional dentro de la tradición poética argentina por el carácter místico de su obra. Su biografía es confusa y poco documentada, ya que solo dio una entrevista en toda su vida, el mismo año de su fallecimiento, publicada en la revista Vuelta Sudamericana y realizada por el escritor Sergio Bizzio. Considerado hoy día un autor de culto, ha sido traducido a varias lenguas y en 2003 se publicó su obra completa bajo el sello Ediciones del Dock.
Con solo 23 años obtuvo la Faja de Honor de la SADE por su primera publicación, Poemas con caballos (1956). Su último libro, Hospital Británico, es de 1986, y su título hace referencia a la institución de salud donde realizó su tratamiento por la enfermedad que lo aquejaba. En palabras del crítico Eduardo Milán: "A raíz de una operación en el cerebro, Héctor Viel Temperley escribió uno de los libros más conmovedores de la poesía latinoamericana contemporánea. El libro de un místico, escrito a causa de una experiencia mística."

## Vida conyugal
En 1956, el mismo año en que recibiría la Faja de Honor de la SADE, contrajo matrimonio con Maruca Mathé, con quien tendrá siete hijos:Juan Cruz, María Victoria, María Clara, María Verónica, María Soledad, Juan Bautista y Facundo.
Llegado 1969 dicho matrimonio llegó a su fin. En 1971, Viel Temperley conocerá a quien fuese su compañera por todo el resto de su vida, Luisa Hansen.

## Viel Temperley y la publicidad
Desde su juventud mostró cierta inclinación por la publicidad. Es en la década de los '50, momento en el cual la publicidad no poseía la magnitud lucrativa actual, donde comienza su carrera como publicista. Viel Temperley trabajaría para diferentes firmas nacionales e internacionales, hasta que en 1965 estableció una propia, “Viel Temperley Publicidad” la cual tuvo importantes clientes como la compañía Ford Motor Argentina.
A pesar de su inclinación empresarial el poeta no dejó de ser fiel a la bohemia literaria de aquel entonces. Su empresa terminó en la quiebra y su situación financiera se volvió complicada. Tras la quiebra,  dejó definitivamente esa profesión.

## Muerte
Por su condición de fumador compulsivo, Viel Temperley fue diagnosticado con cáncer pulmonar. En aquél momento comenzaría una serie de estudios y de visitas médicas que no podrían eludir que se produzca la metástasis y con ello, un nuevo tumor cerebral. Sin embargo este sería extirpado con éxito. Esta operación ocurre en el Hospital Británico, nombre que coincide con el título de su última obra literaria producida al calor de estas vivencias. Finalmente, una nueva metástasis ocasionaría su muerte en junio de 1987.

## Obra

### Poesía
- Poemas con caballos (1956)
- El nadador (1967)
- Humanae vitae mia (1969)
- Plaza Batallón 40 (1971)
- Febrero 72-Febrero 73 (1973)
- Carta de marear (1976)
- Legión extranjera (1978)
- Crawl (1982)
- Hospital Británico (1986)
- Obra completa (2003)